# Return of the Fly

Return of the Fly este un film SF de groază american din 1959 regizat de Edward Bernds pentru 20th Century-Fox. În rolurile principale joacă actorii Vincent Price, Brett Halsey, John Sutton.
Return of the Fly este prima continuare a filmului din 1958 The Fly.

## Prezentare
Phillipe Delambre este hotărât să-și reabiliteze tatăl prin finalizarea cu succes a experimentului. Unchiul său, Francois (Vincent Price) refuză să-l ajute. Phillipe îl angajează pe Alan Hines de la Delambre Frere și-și folosește propriile finanțe. Fondurile se termină înainte să facă rost de toate echipamentele. Când Phillipe amenință că va vinde jumătatea sa către Delambre Frere, Francois cedează și finanțează restul. După unele ajustări, ei folosesc transportatorul pentru a "stoca" și a rematerializa mai târziu animalele de laborator. Alan Hines se dovedește a fi Ronald Holmes, un spion industrial. Ronnie încearcă să vândă secretele unui grup ascuns pe nume Max. Înainte ca Ronnie să ajungă departe cu actele, un agent britanic se confruntă cu el. Ronnie îl bate și folosește transportatorul pentru a-i "stoca" corpul. Când se rematerializează, agentul are labele cobaiului care a fost dezintegrat mai devreme și cobaiul are mâinile omului. Ronnie ucide rozătoarea și-l pune pe agentul mort în mașina sa, pe care o aruncă în râul Saint Lawrence. Phillipe îl întreabă pe Ronnie despre toate ciudățeniile, urmează o luptă în care Phillipe este făcut knock-out. Ronnie îl ascunde pe Phillipe la fel cum a făcut cu agentul britanic, dar din răutate el prinde o muscă și o adaugă în transportator. Francois îl rematerializează pe Phillipe, dar cu cap, brațe și picioare de muscă, în timp ce musca are brațele, capul și picioarele sale, devenind "PhillipeFly". PhillipeFly fuge în noapte, urmărind și ucigând pe cei din grupul Max. El așteaptă ca Ronnie să sosească și-l omoară și pe acesta. PhillipeFly se întoarce acasă, unde inspectorul Beecham îl găsește și-l capturează. Ambii sunt plasați împreună în aparat și sunt reintegrați cu succes.

## Actori
- Vincent Price este Francois Delambre
- Brett Halsey este Philippe Delambre
- Dan Seymour este Max Berthold
- David Frankham este Ronald Holmes, alias Alan Hinds